# Полтіс
Полтіс (дав.-гр. Πόλτυς) — персонаж давньогрецької міфології, син Посейдона та брат Сарпедона, цар та епонім фракійського міста Полтімбрія, також відомого як Полтіобрія та  Енос.
Псевдо-Аполлодор у «Міфологічній бібліотеці» описував як Геракл повертаючись зі свого походу на амазонок завітав до Еноса, де його гостинно привітав Полтіс. Відпливаючи з міста, Геракл пострілом з лука вбив за зухвалість Сарпедона, брата Полтіса.
Іншу історію про Полтіса розповідає Плутарх у своєму творі «Речення царів та полководців». Коли під час Троянської війни до царя прибули посланці троянців та греків, він запропонував Александру віддати Єлену, натомість обіцявши подарувати троянському царевичу двох красунь. Гомер не згадував Полтіса у Іліаді, тому вважається що ця історія пізнішого походження.